# Eosentomon iban
Eosentomon iban är en urinsektsart som beskrevs av Imadaté 1965. Eosentomon iban ingår i släktet Eosentomon och familjen trakétrevfotingar. Inga underarter finns listade i Catalogue of Life.